# Ptecticus aurobrunneus
Ptecticus aurobrunneus är en tvåvingeart som beskrevs av Enrico Adelelmo Brunetti 1920. Ptecticus aurobrunneus ingår i släktet Ptecticus och familjen vapenflugor. Inga underarter finns listade i Catalogue of Life.